# Shawn Crahan

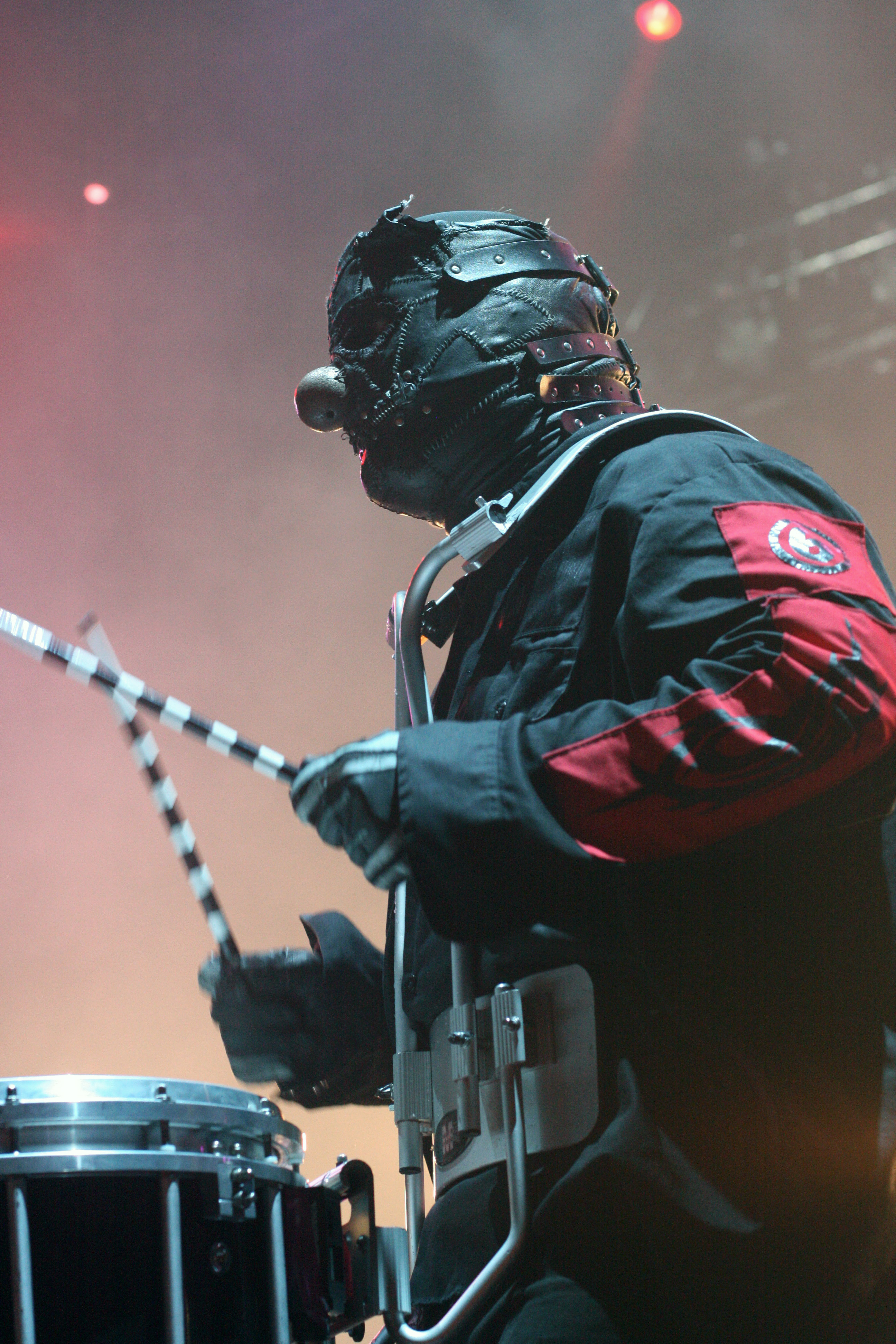
Shawn Crahan, 2008

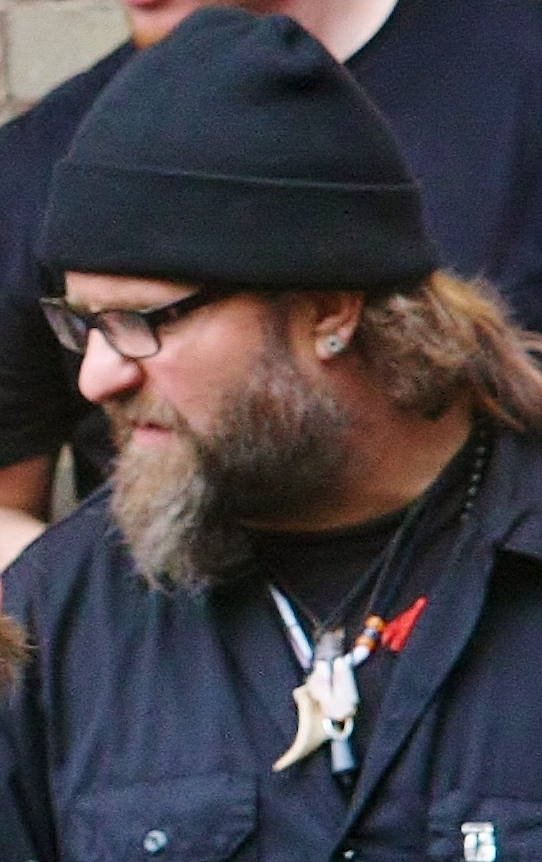
Shawn Crahan, 2011

Michael Shawn Crahan (* 24. September 1969 in Des Moines, Iowa) ist ein US-amerikanischer Metalmusiker, bekannt als Mitglied von Slipknot.

## Leben
Bevor Crahan Slipknot gründete, war er Schweißer. Er ist verheiratet und hat mit seiner Frau Chantel drei Kinder. Am 19. Mai 2019 gab Crahan über die offizielle Facebook-Seite von Slipknot bekannt, dass sein viertes Kind, seine jüngste Tochter Gabrielle, einen Tag zuvor verstorben sei.
Vor seiner Karriere bei Slipknot besaß er mehrere Clubs, doch aufgrund von Zeitmangel verkaufte er diese später wieder.
Crahan ist Fan der Maler Paul Cézanne und Pablo Picasso.

### Musik
Crahan ist das letzte verbliebene Gründungsmitglied und ein Percussionist der Metal-Band Slipknot. Seine Nummer in der Band ist die 6. Man sagt, er und Sid Wilson, der DJ der Band, hätten ein angespanntes Verhältnis. Als Besonderheit seines Stils hat Crahan bei manchen Songs (etwa Duality und Sulfur) einen Baseballschläger dabei, mit dem er auf seine Perkussion einschlägt.
Er zog sich bereits mehrere Verletzungen zu, wie zum Beispiel einen gespaltenen Schädel. Daher wird er auch „Mr. Selfdestruct“ (zu deutsch „Herr Selbstzerstörer“) genannt.
Er war ebenfalls Mitglied der Band To My Surprise, die ihr gleichnamiges Debütalbum im Oktober 2003 veröffentlichte und sich im Jahr 2006 auflöste. Außerdem ist er Schlagzeuger der Band Dirty Little Rabbits.

### Maske
Durch sein Auftreten mit Clownsmaske bei einer Bandprobe entstand Slipknots Tradition, maskiert aufzutreten. Seine Maske bei den Shows der Band stellt einen Clown dar, daher auch sein Spitzname „Clown“.

### Schauspielkarriere und Regie
2012 stand er für den Horror-Musical Film The Devil's Carnival vor der Kamera, hier verkörperte er „The Tamer“. 2016 drehte er den Film Officer Downe – Seine Stadt. Sein Gesetz..